# Liolaemus ramonensis
Liolaemus ramonensis är en ödleart som beskrevs av  Müller och HELLMICH 1932. Liolaemus ramonensis ingår i släktet Liolaemus och familjen Tropiduridae. Inga underarter finns listade i Catalogue of Life.